# Pyrgomantis jonesi
Pyrgomantis jonesi är en bönsyrseart som beskrevs av Kirby 1904. Pyrgomantis jonesi ingår i släktet Pyrgomantis och familjen Tarachodidae. Inga underarter finns listade i Catalogue of Life.